# 1988年ソウルオリンピックのイギリス選手団
1988年ソウルオリンピックのイギリス選手団（1988ねんソウルオリンピックのイギリスせんしゅだん）は、1988年9月17日から10月2日にかけて韓国のソウルで開催された1988年ソウルオリンピックのイギリス選手団、およびその競技結果。

## 概要
今大会は金メダル5個、銀メダル10個、銅メダル9個の合計24個のメダルを獲得した。

## メダル
| メダル | 選手名                                                                              | 競技 | 種目               |
| ------ | ----------------------------------------------------------------------------------- | ---- | ------------------ |
| 金     | エイドリアン・ムーアハウス                                                          | 競泳 | 男子100m平泳ぎ     |
| 銀     | リンフォード・クリスティ                                                            | 陸上 | 男子100m           |
| 銀     | ピーター・エリオット                                                                | 陸上 | 男子1500m          |
| 銀     | コリン・ジャクソン                                                                  | 陸上 | 男子110mハードル   |
| 銀     | エリオット・バニー ジョン・レジス マイケル・マクファーレン リンフォード・クリスティ | 陸上 | 男子4×100mリレー   |
| 銀     | リズ・マッコルガン                                                                  | 陸上 | 女子10000m         |
| 銀     | ファティマ・ウィットブレッド                                                        | 陸上 | 女子やり投         |
| 銀     | ニック・ギリンガム                                                                  | 競泳 | 男子200m平泳ぎ     |
| 銅     | マーク・ローランド                                                                  | 陸上 | 男子3000m障害      |
| 銅     | イボンヌ・マーレー                                                                  | 陸上 | 女子3000m          |
| 銅     | アンディ・ジェイムソン                                                              | 競泳 | 男子100mバタフライ |
| 銅     | デニス・スチュワート                                                                | 柔道 | 男子95kg以下級     |